# Caroline Cherotich
Caroline Cherotich (* 18. Juli 1987) ist eine kenianische Leichtathletin, die in zahlreichen Disziplinen an den Start geht. Aktuell (Stand 8. Juli 2024) ist sie Inhaberin der Landesrekorde im Hoch- und Stabhochsprung.

## Sportliche Laufbahn
Erste internationale Erfahrungen sammelte Caroline Cherotich im Jahr 2010, als sie bei den Afrikameisterschaften in Nairobi mit übersprungenen 3,00 m den fünften Platz im Stabhochsprung belegte. 2014 stellte sie ebendort mit 1,75 m einen neuen Landesrekord im Hochsprung auf und im Jahr darauf belegte sie bei den Militärweltspielen in Mungyeong mit 1,70 m den fünften Platz im Hochsprung und wurde im Diskuswurf mit 42,79 m Neunte. 2024 belegte sie bei den Afrikameisterschaften in Douala mit 47,36 m den achten Platz im Diskuswurf.
In den Jahren 2011 und 2012 sowie 2015, 2018 und 2023 wurde Cherotich kenianische Meisterin im Stabhochsprung sowie 2014 auch im Hochsprung und 2024 im Diskuswurf.

## Persönliche Bestleistungen
- Hochsprung: 1,75 m, 13. Mai 2014 in Nairobi (kenianischer Rekord)
- Stabhochsprung: 3,20 m, 11. Juli 2015 in Nairobi (kenianischer Rekord)
- Diskuswurf: 50,16 m, 27. Januar 2024 in Nairobi